# 한국도심공항
한국도심공항(City Air Logistics & Transportation, CALT)은 1985년에 항공여행을 위한 시내 체크인 서비스와 공항버스 운송업을 함께 운영함으로써 시너지를 꾀하고자 설립된 회사로, 2007년부터는 수출입 물류 사업 부문에도 진출해 있다. 2023년 2월에 강남 코엑스에 위치한 시내 체크인 시설을 폐지함으로써 공항버스 운송업 및 물류업 부문만이 남게 되었다.

## 역사
한국도심공항은 1985년 항공여행을 위한 시내 체크인(In-town check-in) 서비스와 공항버스 운수업을 겸하여 시너지를 내려는 민간사업자로 서울 삼성동에 설립되어, 1990년부터 서울특별시 강남구 삼성동에 있는 코엑스 도심공항터미널과, 서울특별시 노원구 상계동에 있는 수락터미널 두 곳 터미널을 두고 사업을 운영해왔다.
그 중에서도 코엑스 도심공항터미널 지점은 단순히 항공사 탑승수속 관련 업무만 이용할 수 있는 것이 아니라 출입국에 관련한 다양한 기관이 상주해 있는 매우 큰 규모의 시설이었다. 각국 항공사를 비롯하여 법무부 출입국관리 출장소, 도심공항병무신고사무소, 인천국제공항 세관신고사무소까지 입주해 있어서 이른 바 원스톱 서비스가 가능했고, 모든 수속을 마친 승객은 전용 통로를 통해 리무진 버스에 탑승하면, 공항으로 가서 바로 항공기에 탑승할 수 있었다. 심지어 이 곳에는 강남구청 여권과가 있었으나 2007년 12월 10일 부로 사무실을 철수하였다.
2007년부터는 한국무역협회의 자회사로서 수출입에 관련된 대형 물류센터들을 부산, 평택 일대에 개장하고 컨테이너 임대사업을 운영하는 등 물류 사업 부문에 진출해왔다.
2009년 1월 1일 부로 한국도심공항터미널에서 한국도심공항으로 사명을 변경하였다. 2017년 1월 2일 사업회사인 (신)한국도심공항주식회사로 분할하고, 남은 회사는 한국도심공항자산관리주식회사로 변경하였다.
그러나 2010년대에 들어 한국도심공항에서 운영하던 시내 체크인 서비스는  탑승객들이 휴대전화기 등을 이용해 미리 스스로 탑승수속을 밟을 수 있도록 하는 넓은 의미의 '얼리 체크인'(영어: early check-in) 또는 '온라인 체크인'(영어: online check-in) 서비스들과의 경쟁 속에서 점차 경쟁력을 잃기 시작했으며, 2010년부터 운영을 개시한 공항철도의 서울역 도심공항터미널과의 경쟁에서도 압박을 받게 되었다. 그러던 중 코로나19 범유행이 겹치자, 코엑스 소재 도심공항터미널은 연간 약 40억원의 적자를 내는 상황에 이르렀고 결국 2023년 2월에 시내 체크인 서비스 부문 자체를 아예 폐업하기에 이르렀다.
2023년 11월 기준 한국도심공항은 공항버스 사업과 수출입 물류 사업만을 운영하는 회사로 남아 있다. 지배구조는 한국무역협회가 출자한 한국도심공항자산관리가 지분 100%를 소유한 구조이다.

## 운행 노선

### 공항버스
- 현재 한국도심공항의 공항리무진버스는 5개 노선이 운행하고 있다. 출국 수속을 마친 승객을 공항까지 수송하거나 입국 수속을 마친 승객들을 공항에서 터미널로 수송한다.[9]

| 노선 번호 | 운행 구간           | 운행 구간 | 운행 구간    | 경유지 | 배차 간격(분) | 비고                                |
| 노선 번호 | 서울시내기점        | ↔         | 인천/김포    | 경유지 | 배차 간격(분) | 비고                                |
| --------- | ------------------- | --------- | ------------ | --- | ------------- | ----------------------------------- |
| 6100      | 망우역              | ↔         | 인천국제공항 | 상봉역, 중화역, 먹골역, 태릉입구역, 공릉역, 중계역, 노원역, 마들역, 노일초등학교, 수락터미널                                    | 15~25         |                                     |
| 6101      | 창동역              | ↔         | 김포국제공항 | 상계6동우체국, 마들역, 노원초교, 수락터미널                                                                                     | 30~60         |                                     |
| 6102      | 도봉등기소          | ↔         | 인천국제공항 | 쌍문역, 수유역, 미아역, 미아사거리역, 숭례초교, 종암경찰서, 길음역, 정릉                                                        | 25~35         | 2023년 3월 1일부로 쌍문역 추가 정차 |
| 6103      | 도심공항 (무역센터) | ↔         | 인천국제공항 | 봉은사역(무역센터 방면) | 10~15         |                                     |
| 6104      | 도심공항 (무역센터) | ↔         | 인천국제공항 | 삼성역(무역센터 방면), 개포4,5단지, 디에이치아너힐즈, 래미안블레스티지, 디에이치퍼스티어아이파크, 구룡사입구(인천국제공항 방면) | 50~105        |                                     |

- 새서울고속에서 청주국제공항 방면 노선을 운행하고 있다.

| 운행 노선         | 운행업체   | 운행 구간         | 운행 구간 | 운행 구간 | 경유지       | 배차 간격(분) | 비고                                                           |
| ----------------- | ---------- | ----------------- | --------- | --------- | ------------ | ------------- | -------------------------------------------------------------- |
| 도심공항 ↔ 북청주 | 새서울고속 | 도심공항 무역센터 | ↔         | 북청주    | 청주국제공항 | 7회           | 07:30, 09:00, 11:00, 13:10, 14:50, 16:50, 19:00(도심공항 기준) |

### 이전 운행 노선
- 6100번(2013년까지) : 망우역 - 상봉역 - 태릉입구역 - 동덕여대 - 길음역 - 정릉 - 김포국제공항 - 인천국제공항
- 6101번 : 수락터미널 - 도봉역 - 수유역 - 미아사거리역 - 경동시장 - 성동구청 - 응봉3거리 - 김포국제공항 - 인천국제공항
- 6101-1번 : 숭례초교(고려대) - 종암경찰서 - 미아사거리역 - 미아역 - 수유역 - 쌍문역 - 수락터미널 - 김포국제공항
- 6104번 (1기) : 도심공항 - 김포국제공항(2018년 1월 1일 폐선)
- 6105번 (1기) : 김포국제공항 - 인천국제공항(2016년 3월 폐선 및 6101번과 통합)
- 6105번 (2기) : 솔샘역 - 김포국제공항(2024년 7월 1일 운행이 중단됨)

## 보유 차량
모든 차량들이 앞·뒷바퀴 모두 알룩스 휠로 운행한다.

#### 기아
- 기아 뉴 그랜버드 이노베이션 실크로드

#### 현대자동차
- 현대 뉴 프리미엄 유니버스 익스프레스 노블

## 본점 및 지점 현황
- 본점 :  서울특별시 강남구 테헤란로87길 22
- 강북지점 : 서울특별시 노원구 동일로243길 30
- 김포공항지점 : 서울특별시 강서구 하늘길 112, 김포국제공항 국내선청사내
- 인천공항물류센터 : 인천광역시 중구 자유무역로107번길 20

## 사진

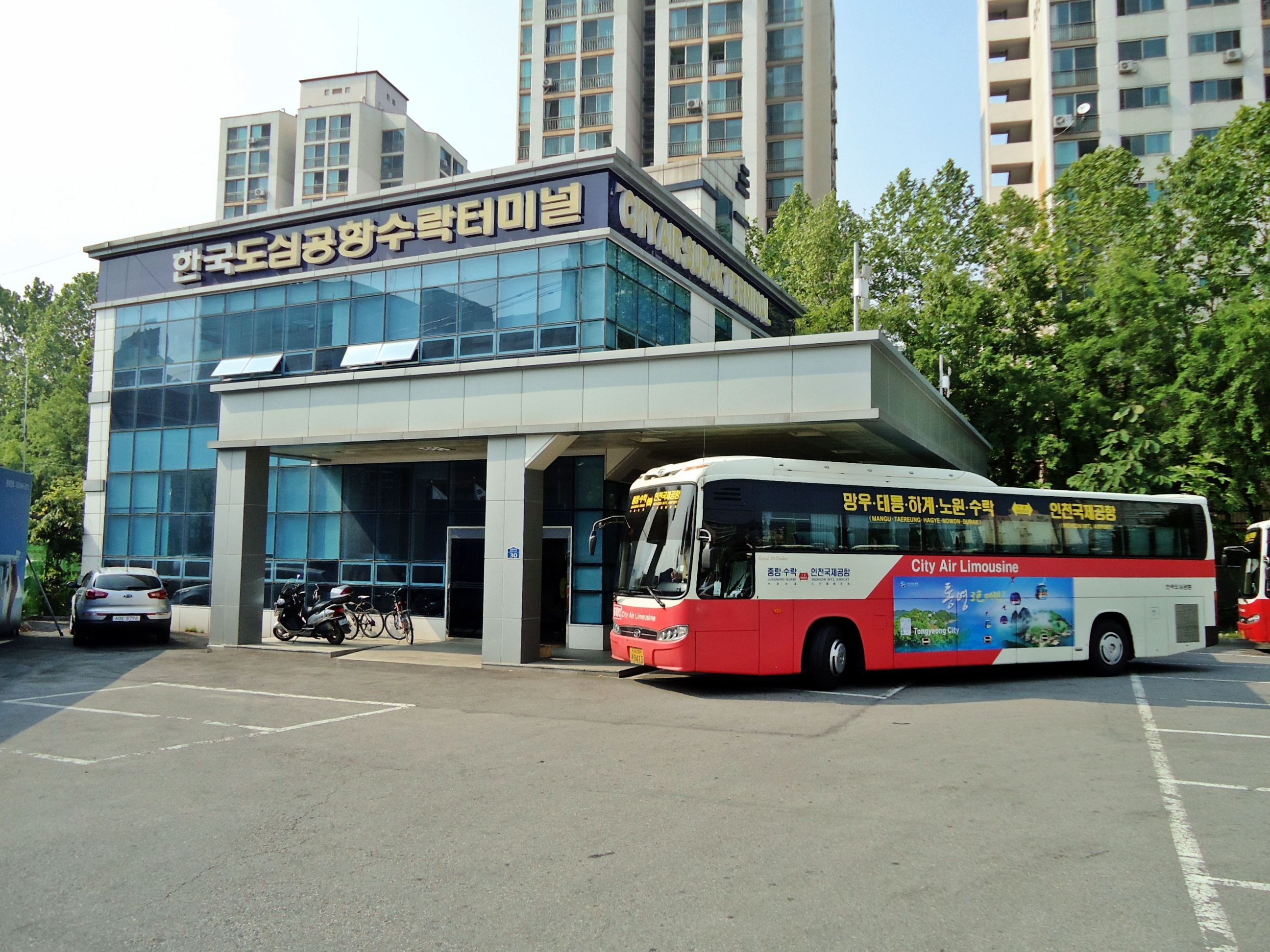
서울 노원구 상계동 소재 수락터미널의 모습
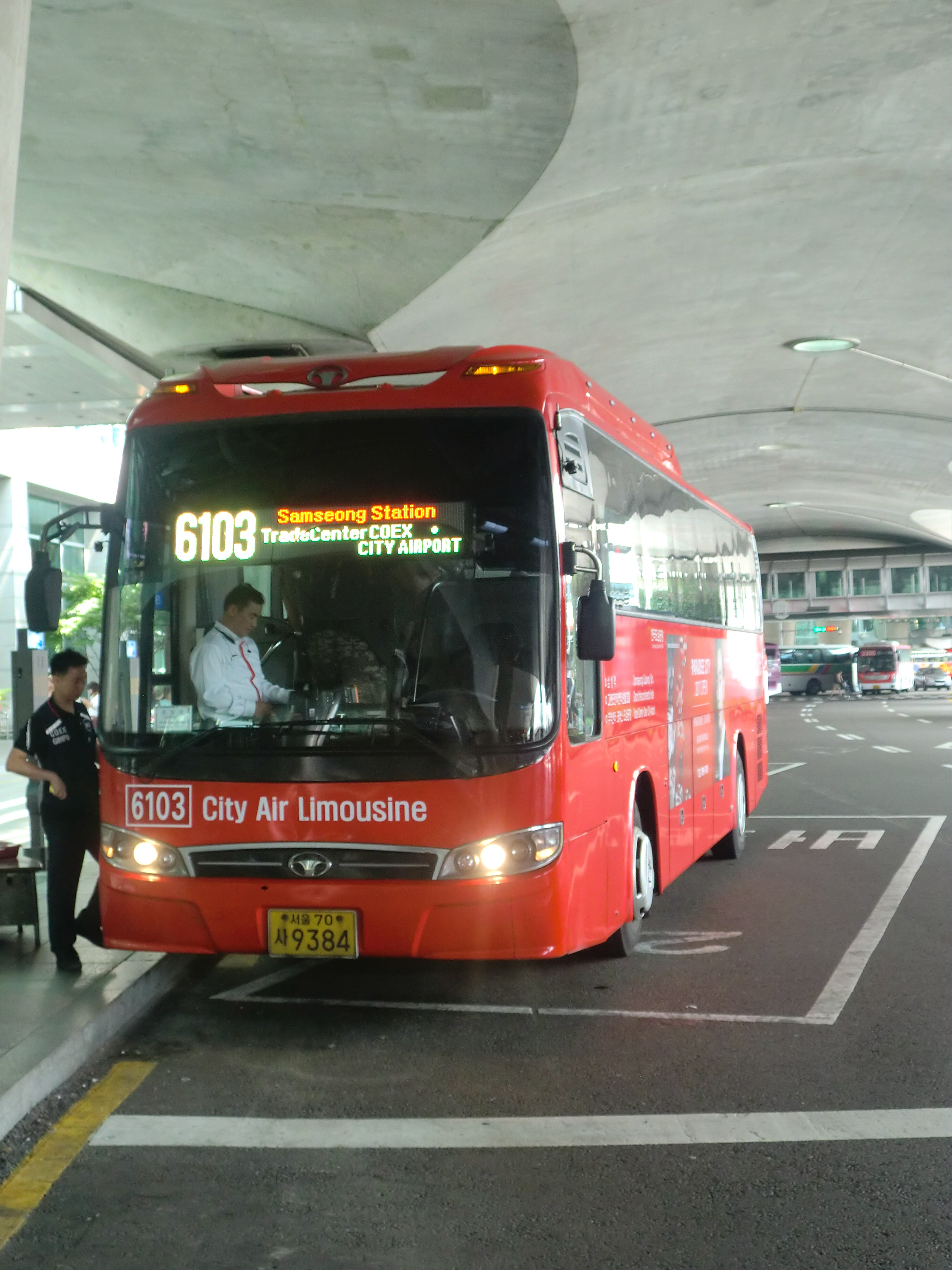
한국도심공항에서 운행했던 6103번 공항리무진버스인 대우 BX212 로얄 하이데커 차량(현재 퇴역)

## 같이 보기
- 한국무역협회
- 서울역 도심공항터미널